# Druga španjolska republika
Druga Španjolska Republika razdoblje je republikanskog uređenja vladavine u španjolskoj povijesti između 14. travnja 1931., kada je proglašena, a kralj Alfons XIII. napustio zemlju, i 1. travnja 1939., kada su se predale posljednje vladine republikanske snage Francovim nacionalistima i time označile kraj Španjolskog građanskog rata.

## Predsjednici Republike
- Niceto Alcalá-Zamora - predsjednik 1931. – 1936.
- Manuel Azaña - predsjednik 1936. – 1939.